# Sebastião Fabiano Dias
Sebastião Fabiano Dias foi um político brasileiro do estado de Minas Gerais. Foi eleito deputado estadual de Minas Gerais para a 6ª legislatura (1963 - 1967), pelo MDB, sendo cassado pelo regime militar em 17 de outubro de 1969.
Sebastião Fabiano Dias foi também prefeito do município de Nova Lima por dois mandatos, de 31 de janeiro de 1963 a 13 de agosto de 1966 e de 31 de janeiro de 1983 a 21 de outubro de 1986.